# Elisha Cuthbert
Elisha Ann Cuthbert (* 30. listopadu 1982 Calgary, Alberta) je kanadská herečka a modelka. Známou se stala moderováním kanadského televizního seriálu Populární mechanika pro děti, v němž vystupovala od 15 let. Vysílaný byl také Českou televizí. Zahrála si v seriálu 24 hodin. Roli Darcie Goldbergovou ztvárnila ve filmu Mládí v trapu, Danielle v komedii Sexbomba od vedle a Carly Jonesovou v remaku Dům voskových figurín. V roce 2013 se stala dle časopisu Maxim nejhezčí ženou v oblasti TV.
Ve 14 letech debutovala ve filmu z roku 1997 Tanec na Měsíci, první hlavní roli odehrála v roce 1998 ve filmu Maximální turbulence. Mezi lety 2011 a 2013 Cuthbertová hrála hlavní roli Alex Kerkovich v třech řadách seriálu Šťastné konce.
V roce 2005 měla vztah s hokejistou z New York Rangers Seanem Averym. Cuthbertová je od 6. července 2013 vdaná za hokejistu NHL Diona Phaneufa. V prosinci 2017 se jim narodila dcera Zaphire.

## Filmografie

### Film
| Rok  | Název                                 | Role                  | Poznámky |
| ---- | ------------------------------------- | --------------------- | -------- |
| 1997 | Tanec na Měsíci                       | Sarah                 |          |
| 1997 | Nico the Unicorn                      | Carolyn Price         |          |
| 1998 | Maximální turbulence                  | Nicole Stone          |          |
| 1999 | Hodina duchů                          | Katherine Winslowe    |          |
| 1999 | Kouzelný výtah                        | Susan Shawson         |          |
| 2000 | Who Gets the House?                   | Emily Reece           |          |
| 2003 | Láska nebeská                         | americká bohyně Carol |          |
| 2003 | Mládí v trapu                         | Darcie Goldberg       |          |
| 2004 | Sexbomba od vedle                     | Danielle              |          |
| 2005 | Dům voskových figurín                 | Carly Jones           |          |
| 2005 | The Quiet                             | Nina Deer             |          |
| 2007 | Captivity                             | Jennifer Tree         |          |
| 2007 | Byl to tichý muž                      | Vanessa               |          |
| 2008 | Bláznivá holka                        | Jordan Roark          |          |
| 2008 | Tim and Eric Awesome Show, Great Job! | samu sebe             |          |
| 2008 | Guns                                  | Frances Dett          |          |
| 2009 | Šest žen Henryho Lefaye               | Barbara „Barby“ Lefay |          |
| 2014 | Just Before I Go                      | Penny Morgan          |          |
| 2017 | Goon: Last of the Enforcers           | Mary                  |          |
| 2022 | Bandit                                | Andrea Hudson         |          |

### Televize
| Rok        | Název                                                          | Role                  | Poznámky                                          |
| ---------- | -------------------------------------------------------------- | --------------------- | ------------------------------------------------- |
| 1997–2000  | Populární mechanika pro děti                                   | samu sebe/moderátorka |                                                   |
| 1999–2000  | Bojíte se tmy?                                                 | Megan                 | hlavní role, 24 dílů                              |
| 2000       | Mail to the Chief                                              | Madison Osgood        | TV film                                           |
| 2001       | Largo Winch                                                    | Abby                  | Episode: "Dear Abby"                              |
| 2001       | Lucky Girl                                                     | Katlin Palmerson      | TV film                                           |
| 2001–2010  | 24 hodin                                                       | Kim Bauer             | hlavní role, 79 dílů                              |
| 2004       | MADtv                                                          | samu sebe/ Kim Bauer  | díl: „24“                                         |
| 2008       | NY-LON                                                         | Edie                  | neprodaný televizní pilotní díl                   |
| 2008       | Griffinovi                                                     | New Bedford           | díl: „Příběhy ze třetí“                           |
| 2019       | Guns                                                           | Francis Dett          | limitovaný seriál, 2 díly                         |
| 2010       | Zapomenutí                                                     | Maxine Denver         | vedlejší role, 6 dílů                             |
| 2011–2013  | Šťastní až do smrti                                            | Alex Kerkovich        | hlavní role, 57 dílů                              |
| 2013       | 24/7 Winter Classic: Toronto Maple Leafs vs. Detroit Red Wings | samu sebe             |                                                   |
| 2015       | One Big Happy                                                  | Lizzy                 | hlavní role, 6 dílů                               |
| 2015       | The Plateaus                                                   | Elisha                | 2 díly                                            |
| 2016–dosud | The Ranch                                                      | Abby Phillips-Bennett | vedlejší role (1. řada), hlavní role (od 2. řady) |

### Internet
| Rok  | Název                      | Role           | Poznámky           |
| ---- | -------------------------- | -------------- | ------------------ |
| 2012 | Happy Endings: Happy Rides | Alex Kerkovich | Directed 1 episode |

### Hudební videa
| Rok  | Název                   | Umělec              | Poznámky |
| ---- | ----------------------- | ------------------- | -------- |
| 2004 | „She Will Be Loved“     | Maroon 5            |          |
| 2005 | „Perfect Situation“     | Weezer              |          |
| 2006 | „Nothing in This World“ | Paris Hilton        |          |
| 2012 | „Here Comes My Man“     | The Gaslight Anthem |          |
| 2015 | „Make Our Own Way“      | Little Brutes       |          |

### Videohry
| Rok  | Název        | Role      | Poznámky |
| ---- | ------------ | --------- | -------- |
| 2006 | 24: The Game | Kim Bauer |          |